# Wilhelm Lucas von Cranach
Wilhelm Lucas von Cranach (Stargard in Pommern, 27 september 1861 – Berlijn, 3 maart 1918) was een Duits schilder, etser en sieraadontwerper.

## Leven en werk
Cranach, een verre nazaat van de schilder Lucas Cranach, werd geboren in de Pruisische provincie Pommeren. Later werd de provincie onderdeel van het Duitse Keizerrijk en na de Tweede Wereldoorlog werd dit deel van Pommeren toegewezen aan Polen. Cranach studeerde aan de Großherzogliche Sächsische Kunstschule in Weimar en kreeg les van onder anderen Leopold von Kalckreuth en Ludwig Freiherr  von Gleichen-Russwurm. Hij vervolgde zijn opleiding in Parijs. In 1893 vestigde hij zich als schilder in Berlijn, hij schilderde landschappen en portretten en ontwierp daarnaast diverse meubelen.
Cranach werd vooral bekend vanwege zijn jugendstil sieraadontwerpen, waarin hij plantmotieven en fantasievolle dierfiguren verwerkte. Hij wordt wel gezien als de Duitse tegenhanger van Franse kunstenaars als René Lalique. Zijn werk werd gewoonlijk uitgevoerd in de ateliers van hofjuweliers Gebr. Friedländer en Louis Werner en gesigneerd met een juweliersmerk en het monogram "WLC". Cranachs broche van een octopus en vlinder wordt als diens meesterwerk beschouwd. Op de wereldtentoonstelling in Parijs (1900) won hij een gouden medaille. Drie jaar later publiceerde hij een boekje over moderne goudsmeedkunst.
Cranach overleed in zijn woonplaats Berlijn, op 56-jarige leeftijd.

## Sieraden

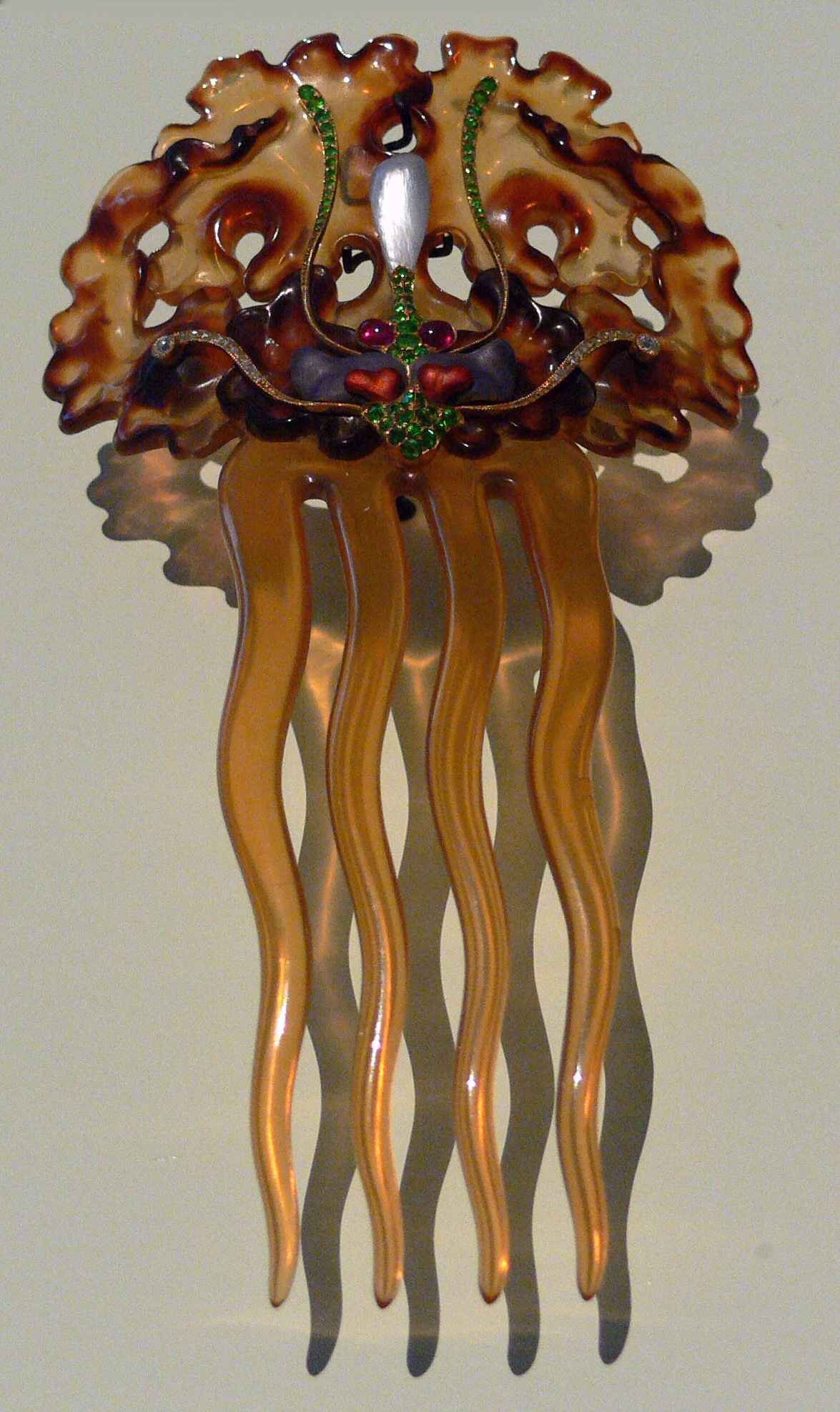
Steekkam met insect en algen
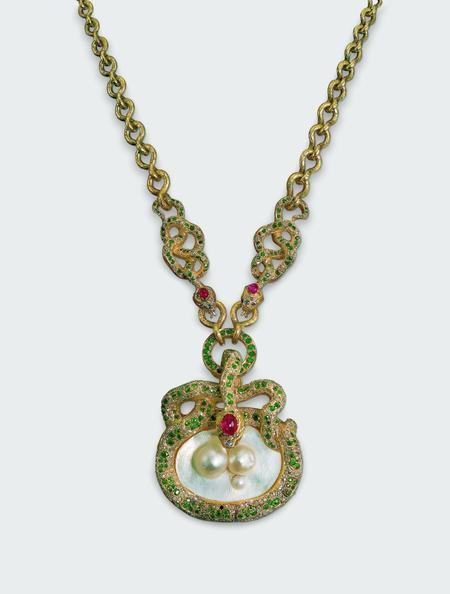
Slangennest, ontworpen in opdracht van Wilhelm II
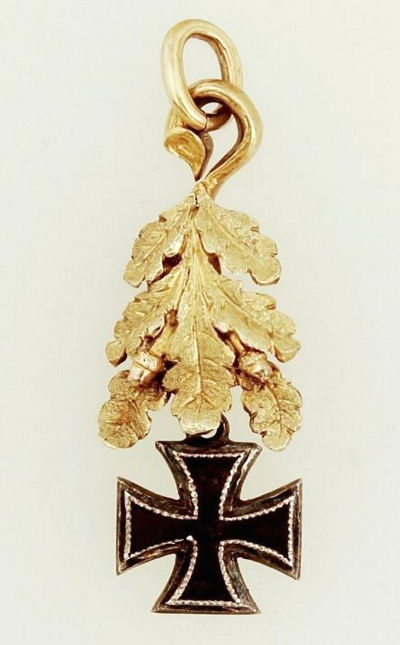
Gouden hanger van eikenloof, met daaronder een IJzeren Kruis
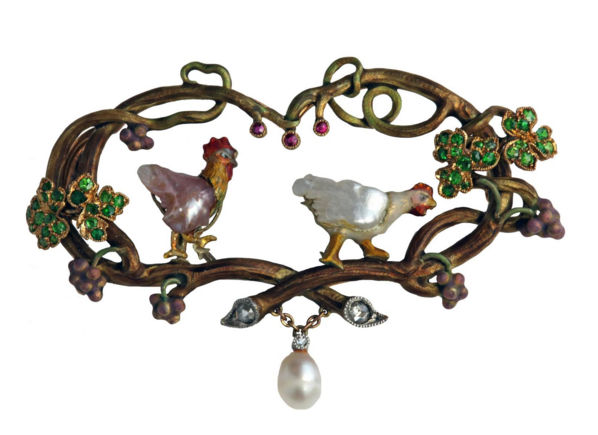
Broche met een haan en hen

## Werk in openbare collecties (selectie)
- Bayerisches Nationalmuseum, München
- Bröhan-Museum, Berlijn
- Schmuckmuseum Pforzheim

- Gemeinsame Normdatei: 135693748
- Nationale Bibliotheek van Tsjechië: hka2018998020
- RKD-Nederlands Instituut voor Kunstgeschiedenis: 18980
- Union List of Artist Names: 500560575
- Virtual International Authority File: 3696715
- WorldCat: E39PBJmHCptWHwgHJPMWGwKGHC